# Acton Scott
Acton Scott är en ort och civil parish i Storbritannien. Den ligger i grevskapet Shropshire i riksdelen England, i den södra delen av landet. Kring Acton Scott förekommer främst jordbruksmark.